# Sarah Ayton
Sarah Lianne Ayton (ur. 9 kwietnia 1980) – brytyjska żeglarka sportowa, dwukrotna mistrzyni olimpijska, dwukrotna mistrzyni świata.
Startuje w klasie Yngling. Brała udział w dwóch igrzyskach (IO 04, IO 08), na obu zdobyła złote medale. W 2004 załogę tworzyły również Shirley Robertson i Sarah Webb. W 2008 Robertson została zastąpiona przez Pippę Wilson. W 2007 i 2008 zdobywała złoto na mistrzostwach świata, w 2008 zwyciężyła również na mistrzostwach Europy. 
Jej mąż Nick Dempsey również jest żeglarzem i medalistą olimpijskim.